# Anna Amélia Carneiro de Mendonça
Anna Amelia de Queiroz Carneiro de Mendonça (Rio de Janeiro, 17 de agosto de 1896 - Rio de Janeiro, 31 de março de 1971) foi uma poetisa feminista brasileira.
Poetisa, tradutora e feminista carioca, teve seus poemas e crônicas publicados pelos mais importantes jornais do país. Atuou em defesa dos direitos das mulheres e nas iniciativas promovidas pela Federação Brasileira pelo Progresso Feminino. Participou da associação Damas da Cruz Verde que criou a maternidade Pro Matre. Ajudou a fundar a Casa do Estudante do Brasil, juntamente com Pascoal Carlos Magno, localizada na Praça Ana Amélia, no Centro do Rio de Janeiro, e a União Nacional dos Estudantes, da qual foi eleita como a primeira presidente. Foi a primeira mulher membro de um tribunal eleitoral do país. Traduziu poemas do inglês, francês e alemão, inclusive duas peças de William Shakespeare.
Nascida na então Capital Federal brasileira, filha do engenheiro e colecionador José Joaquim de Queiroz Júnior, Anna Amélia passou a infância no interior de Minas Gerais e foi educada por preceptoras brasileiras, inglesas e alemãs. Ao retornar ao Rio, passa a viver com a família na Estrada Nova da Tijuca. Casou-se com Marcos Carneiro de Mendonça, goleiro da seleção e do Fluminense FC e historiador. A partir de 1944 o casal passou a residir em um palacete do século 19 no bairro do Cosme Velho, conhecido como "Solar dos Abacaxis", por conta dos adornos em ferro fundido que ainda hoje decoram a balaustrada das janelas frontais do solar. A mansão foi erguida em 1843 pelo bisavô de Anna Amélia, o comendador Borges da Costa.
Em seu segundo livro "Alma", em 1922, a poetisa introduziu o tema do futebol na poesia brasileira e colaborou a seu modo para difundir e popularizar esse esporte. Ensinava o jogo aos operários da fábrica de seu pai e dava instruções preciosas durante as partidas. Desde muito jovem era entusiasta do esporte: no seu 12º aniversário, pediu aos pais como presente, uma bola, uma botina de sola grossa e começou a treinar.
Anna Amélia e Marcos tiveram três filhos, sendo a mais nova a crítica teatral Bárbara Heliodora.

## Obras
- Esperanças (1911)
- Alma (1922)
- Ansiedade (1926)
- A Harmonia das coisas e dos seres (1936)
- Versos que eu digo (1937)
- Mal de amor (1939)
- Castro Alves, um estudante apenas (1950)
- Poemas (1951)
- 50 poemas de Ana Amélia (1957)
- Todo mundo (1959)